# Джулмухамедов, Аблайхан Касымович
Аблайхан Касымович Джулмухамедов (6 ноября 1928, с. Аксу, Орджоникидзевский район, Кустанайская область, Казакская АССР, РСФСР — 22 ноября 2015, Алма-Ата, Казахстан) — советский партийный и государственный деятель, председатель Целиноградского областного исполнительного комитета (1971—1983).

## Биография
Окончил сельскохозяйственный техникум, работал главным инженером племсовхоза, старшим инженером треста совхозов. В 1949—1958 гг. — директор совхоза Джетыгаринский.
В 1960 году окончил Ташкентский институт инженеров ирригации и механизации сельского хозяйства. Работал директором Карабалыкского треста совхозов, заместителем начальника и начальником Амангельдинского территориального управления производства и заготовок сельхозпродуктов (1960—1965).
- 1966—1970 гг. — первый секретарь Целиноградского районного комитета КПСС,
- 1970—1971 гг. — второй секретарь Целиноградского областного комитета КПСС,
- 1971—1983 гг. — председатель исполнительного комитета Целиноградского областного Совета, руководил строительством города Целинограда, ныне город Астана.
- 1983—1988 гг. — заместитель начальника Главриссовхозстроя.

С 1988 г. на пенсии.
Депутат Верховного Совета Казахской ССР 8-10 созывов. Делегат 25 и 26 съездов КПСС (1976, 1981).

## Награды
Был награждён тремя орденами Ленина и четырьмя орденами Трудового Красного Знамени.